# Ýolöten
Ýolöten – miasto w południowo-wschodnim Turkmenistanie, w wilajecie maryjskim, siedziba etrapu. W 2022 roku liczyło ok. 30,7 tys. mieszkańców.